# Hôtel La Louisiane
Cet article concerne l'hôtel parisien du 6e arrondissement de Paris. Pour le film documentaire, voir Hôtel La Louisiane (film).
L'hôtel La Lousiane est l'un des plus anciens hôtels de Paris encore en activité, où Rimbaud et Verlaine ont séjourné, au coeur de Saint-Germain-des-Prés. Il est situé 60 rue de Seine à Paris, en France, au croisement avec la rue de Buci, avec une porte au numéro 27. Il est situé dans le 6e arrondissement, à l'intersection des lignes entre la passerelle des Arts (N), le jardin du Luxembourg (S), la rue Saint Guillaume (W) et la place Saint Michel (E). L'hôtel La Louisiane est marqué par son histoire littéraire et artistique. Plusieurs écrivains ont séjourné en résidence à l'hôtel la Louisiane.

## Historique
Il est créé en 1823 par un ancien colonel de Napoléon Ier qui, après la chute du Premier Empire, fit fortune à La Nouvelle-Orléans.

### Entre-deux-guerres et Seconde Guerre mondiale
Depuis les années 1930 jusqu'à ce jour, l'hôtel géré par la famille Blanchot depuis quatre générations a une tradition d'accueil des écrivains et des artistes dont certains sont célèbres, comme Salvador Dali. Élysée Blanchot, jurassien, rachète La Louisiane après la Première Guerre mondiale. Sa femme Marthe réussit à en faire le quartier général des artistes bohème pendant la Seconde Guerre mondiale, et juste après.
Jean-Paul Sartre et Simone de Beauvoir s'y installent en 1943, y vivent pendant et après la Seconde Guerre mondiale et en font le quartier général des existentialistes où se retrouvent Albert Camus, Boris Vian, Anne-Marie Cazalis, et Claude Simon qui y vit quelque temps[source secondaire souhaitée].
Les combats pour la Libération de Paris ont été violents rue de Seine et rue de Buci, sous les fenêtres de l'hôtel. Sur le mur de l’hôtel près de sa porte, où se distinguent encore les traces de balles, une plaque commémorative indique « Ici est tombé Jacques Francesco de la 2e Division Blindée pour la France le 24 août 1944 ». Jacques Francesco est le pseudonyme d'Auguste Fenioux, engagé dans la 2e Division Blindée du général Leclerc.

### Après guerre
Jean-Paul Sartre installe Juliette Gréco dans la chambre 10 et déménage à la chambre 19 qu'il gardera à son nom jusqu'en 1950. Juliette Gréco et Miles Davis se rencontrent dans l'hôtel et y vivront une histoire d'amour. Albert Cossery, écrivain égyptien francophone y réside et y écrit ses livres de 1945 à sa mort en 2008. D’autres écrivains y résident, dont Ernest Hemingway, Antoine de Saint-Exupéry, Henry Miller, Cyril Connolly, Peter Berling, et Albertine Sarrazin.
Le 4 novembre 1965, l'hôtel est mentionné par Albertine Sarrazin dans une correspondance adressée à sa mère : « je suis à l'hôtel Louisiane, 60, rue de Seine. Paraît que Verlaine, Apollinaire, Sartre, Camus, y sont venus. Une chambre, vieillotte, plafond circulaire, et pleine de voix »
Durant les années 50 et 60, des caves de Saint Germain des Prés sont transformées en salles de concert de Jazz. C'est aussi le cas sous l'hôtel avec l'ouverture du « Petit Zinc ». L'hôtel la Louisiane accueille entre autres Oscar Peterson, Miles Davis, Bud Powell, Max Roach, Dizzy Gillespie, Billie Holiday, Lester Young et Charlie Parker, John Coltrane, Chet Baker, Mal Waldron, Dexter Gordon, Wayne Shorter.
Dans les années 1960 et 70, l'hôtel accueille de nombreuses personnalités de la Beat génération et du milieu du Rock. Parmi eux des musiciens comme Jim Morrisson, The Doors, ou les Pink Floyd. Barbet Schroeder s'installe avec Mimsy Farmer et Klaus Grunberg à la Louisiane pour y tourner More, du même nom que l'album More des Pink Floyd, musique du film.
À l'été 1970, Gene Vincent et Adrian Owlett s'installent à La Louisiane pour produire l'album The Day the World Turned Blue et organiser sa tournée en France.
Keith Haring y descend lors de ses séjours à Paris ; il y dessine des figurines sur des serviettes qu'il offre à l'hôtel La Louisiane, aux réceptionnistes.
À la fin des années 1980, Quentin Tarantino devient client, il appellera le restaurant de la scène finale de son film Inglourious Basterds, La Louisiane.
Bertrand Tavernier tourne son film, Autour de minuit , en partie, à la Louisiane. Leos Carax y séjourne ainsi que Juliette Binoche pour le tournage du film les Amants du Pont Neuf.

### Artistes inspirés
La Louisiane est mentionnée dans plusieurs livres, dont Hôtels littéraires. Voyage autour de la terre, où Nathalie de Saint-Phalle intègre dans son récit une description des trois chambres rondes préférées des écrivains (numéros 10, 19 et 36). Le film documentaire de Michel La Veaux Hôtel La Louisiane décrit les influences réciproques de l'hôtel sur les artistes et écrivains qui y séjournent.
La chanson Hôtel des Infidèles rend hommage à La Louisiane, dans l'album Blitz d'Étienne Daho, sorti en 2017.
Le numéro 10 de la revue littéraire Litterature Action est consacré à l'hôtel La Louisiane. Co dirigé par Laurent Doucet, poète surréaliste et écrivain, il le qualifie de « dernier hôtel littéraire à Paris ».
L'artiste photographe Émilie Molinero a pris dix femmes en photographies : « Femmes de La Louisiane ». Ces femmes sont des voyageuses et des résidentes de l'hôtel La Louisiane. Ce projet donne naissance à une exposition, galerie Leica. Pendant la pandémie de Covid-19, l’hôtel est resté un lieu d’accueil, voire un espace de vie indispensable pour certains. Parmi ses hôtes, on croise des destinées de femmes fragilisées, venues chercher à la Louisiane cette « chambre à soi » chère à Virginia Woolf, pour créer, se réconforter, se consolider, ou se reconstruire après un drame intime.
En 2021, l'artiste-photographe Nicolas Comment expose « Hôtel des Infidèles » ; des photographies de l'artiste Étienne Daho sont accrochées sur les murs de l'hôtel La Louisiane. Cela donne lieu à la publication d'un livret édité par Chicmedia.
Le 6 avril 2023 sort le roman Le Refuge des étoiles de Charlotte Saliou édité chez Blacklephant, qui en travaillant à l'hôtel La Louisiane a été inspirée par ce lieu chargé d'histoire. Le roman permet de se plonger dans les grandes et les petites histoires de l'hôtel et de côtoyer des artistes et des intellectuels, comme Juliette Gréco, Albert Cossery, Simone de Beauvoir, Jean-Paul Sartre ou encore Quentin Tarantino, et d'assister à l'évolution de la narratrice, la jeune réceptionniste de l'hôtel La Louisiane. Elle y découvre le « vivre librement ». Elle y écrit : « La Louisiane est un poème, son élégance est encanaillée » ; « à la réception, les têtes ne se ressemblent pas, mais les plus connues rejoignent les plus anonymes » ; « les halls des gares rendent voyageurs, La Louisiane rend beau ».
Dans le roman publié en 2023 Nathalie Sorokine, la passion folle de Julie Duchatel publié chez Alisio, tout un chapitre est consacré à la liaison que vécurent Simone de Beauvoir et Nathalie Sorokine chambre 10 de l'hôtel La Louisiane.
En 2024 sort le roman La Vie des Choses de Marc Agron. L'auteur fait mention d'Albert Cossery, résident de l'hôtel, ainsi que d'un de ses réceptionnistes.

### Années 2000: évènements artistiques, ludiques et littéraires
En 2002, du 14 au 27 décembre, la galerie Alain Le Gaillard « héberge » 24 artistes dans 12 chambres, dont Julien Beneyton, Jean-Luc Bichaud, Nicole Tran Ba Vang, Barthélémy Toguo, Lionel Scoccimaro, Emmanuelle Villard, Wang Du.
En 2007, à l'occasion de l'exposition Curating Contest, les chambres de trois étages sont transformées en galeries. Dans chacune, un curateur invite un ou plusieurs artistes.
Du 31 mai au 16 juin 2018, dans le cadre du Parcours Saint-Germain, un événement qui rassemble plusieurs commerces et hôtels, exposant des œuvres contemporaines, l'hôtel La Louisiane accueille l'exposition Chambre 10 du collectif « Sans Titre 2016 ».
Du 23 mai au 2 juin 2019, une exposition intitulée Flower Power a lieu dans l'hôtel pour le Parcours Saint-Germain. Quatre chambres sont transformées en espace d'exposition. Des artistes présentent leurs créations sur les années 1960-1970, dont Martine Aballéa, Pierre Joseph et Frank Perrin, avec la participation de l'atelier Nathalie Talec des Beaux-Arts de Paris.
En novembre 2019, l'exposition Shining rend hommage au film de Stanley Kubrick et investit les murs de l'hôtel la Louisiane ; 10 artistes y exposent des œuvres inspirées du film.
Puis, 2021 et 2022, une foire d'art contemporain et de design s'installe dans les chambres de l'hôtel La Louisiane. Des espaces extérieurs de La Louisiane sont investis : fresque sur la palissade à droite de la porte d'entrée, message lumineux à l'angle de l'hôtel.
À l'automne 2019, en plein confinement, le prix de Flore y est remis sur la terrasse privée à Thibault de Montaigu pour le roman La Grâce, édité chez Plon.
Des évènements littéraires dont des lectures et des rencontres y sont régulièrement organisés, initiés par Charlotte Saliou, des maisons d'édition ainsi que des auteurs. Le prix Rive Gauche crée par Laurence Biava y a été remis en 2022.
Gautier Battistella fête son livre Chef, chez Grasset, au printemps 2021.
La sortie du recueil de poèmes Et vivre, ma folle vagabonde, de Charlotte Saliou, éd. Unicité, y a été fêté, avec une lecture de l'artiste Sapho et une interprétation musicale de la parolière et musicienne Kyrie Christmanson.
Frédéric Beigbeder fête le lancement du Dictionnaire amoureux des écrivains français d'aujourd'hui édité chez Plon, à l'automne 2023, dans le petit salon de l'hôtel La Louisiane.
Bertrand Matot y fête la sortie de son livre Paris Fantômes, édité chez Parigramme.
La Louisiane accueille aussi les lancements de livres de la maison d'édition Hérodios, dirigée par Philippine Cruse. Parmi eux, le livre du pasticheur Pascal Fioretto Les soldes chez But.
En 2021, la Louisiane rend hommage à Juliette Gréco en organisant l'exposition « Juliette Gréco à La Louisiane ». L'on y découvre des portraits d'Irmeli Jung, portraitiste créditée de l'artiste, des photographies de Georges Dudognon, des objets issus du fond de collection de sa petite fille Julie-Amour Rossini, ainsi qu'une fresque de l'artiste Mouarf.
En 2021, l'exposition « Hôtel des Infidèles » des photographies d'Étienne Daho par l'artiste Nicolas Comment a lieu. Elle rend hommage au chanteur et compositeur, qui après quarante ans de carrière, revient à La Louisiane, après y avoir passé du temps à 17 ans.
En 2021, pendant le marché de la poésie, des évènements ont lieu : Éric Poindron, poète et écrivain récite ses textes, Sapho fait une lecture de son oeuvre, Jean-Marc Dos Santos chante des textes de poètes et chansonniers à la guitare accompagné par le journaliste Bertrand Matot. Cali chante ses compositions.
Depuis 2022, l'hôtel accueille l'évènement « Photo Saint-Germain », qui a lieu pendant Paris-Photo. Des chambres sont transformées en espace d'exposition et d'expression artistique.
Le propriétaire actuel, Xavier Blanchot, est l'un des pionniers de l'Internet français. La Louisiane a aussi hébergé dans ses espaces de bureaux de nombreuses startups depuis 1999. Blanchot étant joueur de Diplomatie, notamment champion d’Europe en 1994 et 3e du championnat du monde en 2010 ; La Louisiane a accueilli depuis 2007 à de nombreuses reprises le championnat de France de Diplomatie et une fois, en 2023, le championnat d’Europe de ce même jeu.